# تشارلز عزرا سبراغ
تشارلز عزرا سبراغ (بالإنجليزية: Charles Ezra Sprague)‏ هو مصرفي أمريكي، ولد في 9 أكتوبر 1842، وتوفي في 21 مارس 1912.